# つがる市立森田中学校
つがる市立森田中学校（つがるしりつ もりたちゅうがっこう）は、青森県つがる市森田町森田にある公立中学校。

## 概要
- 本校は、旧森田村中心部にあり、旧森田村域が学区となっている。

## 所在地
- 青森県つがる市森田町森田字屏風山2-1

## 沿革
- 1947年（昭和22年）
  - 4月1日 - 学校教育法（旧法）施行により、森田村立森田中学校設立。
  - 4月21日 - 開校式挙行。
- 1950年（昭和25年）5月1日 - 校舎竣工・移設。
- 1952年（昭和27年）
  - 2月28日 - 校舎焼失。森田小学校校舎に同居。
  - 12月29日 - 新校舎竣工。
- 1953年（昭和28年）1月2日 - 新校舎移転完了。
- 1954年（昭和29年）8月20日 - 講堂竣工。
- 1958年（昭和33年）
  - 1月1日 - 校旗樹立。
  - 2月27日 - 増築工事実施。
- 1971年（昭和46年）4月1日 - 育成中学校を併合。ただし、校舎はこの時点では統合せず、森田中学校育成校舎として存続。
- 1972年（昭和47年）4月1日 - 統合新校舎が完成し、名実ともに完全統合。
- 2004年（平成16年）1月 - 耐震改築工事を終えた新校舎の使用開始。
- 2005年（平成17年）2月11日 - 町村合併によるつがる市発足により、つがる市立森田中学校に改称。

## 学区
- つがる市の旧森田村全域。

## アクセス
- JR五能線陸奥森田駅から
  - 徒歩で約490m・約8分。
  - 車で約510m・約1分。
- 弘南バス五所川原 - 鰺ヶ沢線「森田駅通り」バス停から、徒歩約420m・約7分

## 周辺
- つがる市立森田小学校 - 敷地が隣接。進学前小学校でもある。
- 森田歴史民俗資料館
- 青森県道132号十腰内陸奥森田停車場線
- 館の沢溜池

## 参考資料
- 『青森県教育史 別巻』（青森県教育委員会・1973年12月20日発行）904頁「学校沿革 中学校 森田中学校」
- 『森田村 森田村政百年史』（森田村・1997年3月1日発行）339頁～345頁「資料編」
- 『東奥年鑑2005年版』（東奥日報社・2004年9月1日発行）219頁「市町村の姿/森田村」の「2004年度重点施策」と「主なできごと」。